# Deepa Mehta
Deepa Mehta (Amritsar, 1 de enero de 1950) es una directora, productora y guionista de cine indocanadiense. Su nombre se escribe दीपा मेहता en idioma hindí. Es cofundadora de Hamilton-Mehta Productions, junto con su marido el productor David Hamilton. Fue galardonada con el Premio Genie en 2003 por el guion de Bollywood/Hollywood. En mayo de 2012, Mehta recibió el Governor General's Performing Arts Award como reconocimiento a su trayectoria, el más alto honor en las artes escénicas de Canadá. Fue nombrada Oficial de la Orden de Canadá por "desafiar las tradiciones culturales y sacar a la luz las historias de opresión, injusticia y violencia". 

## Trayectoria
Nació en Amritsar, en la región india de Punjab, una ciudad en la frontera de la India con Pakistán. La familia de Mehta había huido de Pakistán cuando se produjo la guerra indo-pakistaní de 1947. Siendo pequeña, se mudaron a la capital, Nueva Delhi.  Su padre era distribuidor y propietario de varios cines. Cursó estudios de Filosofía en la Universidad de Delhi, donde se especializó en filosofía hindú.  
Una vez finalizados sus estudios, Mehta tuvo su primera experiencia relacionada con la industria del cine, trabajó en unos estudios cinematográficos que realizaban documentales y películas educativas para el gobierno indio.

### Documentales
Su primer trabajo de dirección fue un documental sobre una niña novia de quince años, basado en un hecho ocurrido en su familia. En esta época Mehta conoció al documentalista canadiense Paul Saltzman, se casaron y en 1973 emigraron a Canadá. Junto con su hermano Dilip, fundaron Sunrise Films, primero para producir películas documentales y más tarde trabajos para televisión.
En 1974, realizó su primer documental canadiense, en At 99: A Portrait of Louise Tandy retrató a una luchadora feminista anciana. Ganó el Premio de Cine canadiense al mejor documental corto. Entre 1977 y 1979, junto a Saltzman, Mehta llevó a cabo una serie de documentales para televisión, Spread Your Wings, sobre el trabajo creativo y artístico de jóvenes de todo el mundo. En 1985, con Traveling Light, enfocado en la figura de su hermano Dilip que era fotoperiodista, fue nominada a tres premios Gemini y fue finalista en el Festival Internacional de Cine y Televisión de Nueva York en 1987. En 1987, produjo y codirigió Martha, Ruth y Edie, basado en los trabajos de Alice Munro, Cynthia Flood y Betty Lambert, fue proyectado en el Festival Internacional de Cine de Cannes, y ganó el Premio al Mejor Largometraje en el XI Festival Internacional de Cine de Florencia en 1988.

### Filmografía
En 1991, realizó su primer largometraje como directora, Sam & Me, una historia intergeneracional que se desarrolla en Toronto entre un anciano judío y un inmigrante musulmán indio que trabaja como su cuidador. Tenía un presupuesto de 11 millones de dólares, el más alto en ese momento para una mujer directora. Ganó una Mención de Honor en el Festival de cine de Cannes en la categoría Camera d'Or. 
Tras el éxito conseguido, en 1992 recibió una oferta para dirigir dos episodios de la serie de televisión de George Lucas The Young Indiana Jones Chronicles. El segundo episodio de esta serie se emitió como parte de una película para televisión titulada Young Indiana Jones: Travels with Father que se emitió en 1996. 
Es conocida por su trilogía fílmica basada en los elementos Fuego, Tierra, Agua, de la que The New York Times dijo:

"Es una exploración rica y compleja de los tabúes culturales y las tensiones en juego en la sociedad de su India natal".
New York Times

Mehta dirigió varias películas en inglés ambientadas en Canadá, como The Republic of Love (2003) y Heaven on Earth (2008) que trata sobre la violencia doméstica. Se estrenó en el Festival Internacional de Cine de Toronto 2008. También el 2008 produjo el documental La mujer olvidada (The Forgotten Woman), dirigido por su hermano Dilip. Mehta colaboró en el guion de Midnight's Children con el autor de la novela, Salman Rushdie. La película se estrenó el 9 de septiembre de 2012 en el Festival Internacional de Cine de Toronto y fue nominada a la mejor película junto con otras 7 nominaciones en los Premios Canadienses de Cine. En 2015, Mehta escribió y dirigió el thriller policíaco Beeba Boys (2015), se estrenó en el Festival Internacional de Cine de Toronto 2015.

## Trilogía de los elementos
Mehta es más conocida por su Trilogía de Elementos - Fuego (1996), Tierra (1998) (estrenada en la India como 1947: Tierra) y Agua (2005) - que le valió muchos elogios de la crítica. Estas películas destacan por la colaboración de Mehta con el autor Bapsi Sidhwa. La novela de Sidhwa Cracking India (1991, EE. UU.; 1992, India; publicada originalmente como Ice Candy Man, 1988, Inglaterra) es la base de la película Tierra. La película Agua, fue publicada más tarde por Sidhwa como la novela Water: A Novel. Las tres películas tienen bandas sonoras compuestas por A. R. Rahman.
- Fuego cuenta la historia de amor entre dos cuñadas, cuyos funestos matrimonios las unen en un apasionado romance. Causó controversia por la forma tan libre de expresar, por lo que varios grupos hindúes se opusieron a que el romance lésbico fuera el tema central, ya que se consideraba que rompía con el valor tradicional de la familia y la religión dentro de la sociedad. Además, se produjeron protestas en ciudades de toda la India.[8] A nivel internacional, la película fue muy bien recibida por la crítica y siendo la película canadiense más popular en el Festival Internacional de Cine de Vancouver. Este fue también el primer largometraje dramático que Mehta escribió y dirigió, una práctica que continuaría durante el resto de su carrera.[9]

- Tierra se centra en el tiempo previo y durante la partición de la India y Pakistán en 1947 y cómo la vida de una familia fue desarraigada por este acontecimiento histórico. La película se parece a la historia familiar de Mehta cuando sus padres huyeron del recién creado Pakistán en 1947, mientras que la propia Mehta nació en Punjab, no lejos de la frontera entre India y Pakistán.[9]

- Agua es la historia de una niña viuda de ocho años que se ve obligada a entrar en una casa de viudas el resto de su vida. La película, que debía rodarse en la India, fue atacada por fundamentalistas hindúes que la veían como una falta de respeto y que tenían problemas con las películas anteriores de Mehta y su representación de la cultura hindú.[8] Se produjeron disturbios, se destruyeron los decorados y se amenazó de muerte a los actores y a Mehta, lo que obligó a detener la producción. El gobierno regional anuló entonces el permiso dado por el gobierno central a la producción que les permitía filmar en la ciudad santa de Varanasi, sin embargo, cuatro años más tarde la película se hizo en Sri Lanka.[10] Agua inauguró el Festival Internacional de Cine de Toronto en 2005 y fue nominada para el Oscar a la Mejor Película en Lengua Extranjera en 2006.

## Mehta como cineasta transnacional
El matrimonio de Mehta con un ciudadano canadiense y su migración a Canadá, le dieron una identidad como mujer indo-canadiense. Esta identidad se manifiesta en sus películas, que ofrecen al público una perspectiva fresca y un contexto en un entorno intercultural. Como resultado, Mehta también es conocida como una cineasta disidente. Las películas de Mehta producen una transición entre culturas y sociedades. Además, produce un diálogo entre las sociedades de origen y de acogida de Mehta. Evidentemente, al mirar la Trilogía de los Elementos, hay comunicación entre la sociedad de la India y las sociedades de Occidente. 
El tema del colonialismo es muy importante en esta trilogía (que se plantea tanto en la Tierra como en el Agua), junto con el discurso creado entre las mujeres que cuestionan su lugar en las costumbres rígidas y buscan una mayor liberación, y las comparaciones de las dinámicas y estructuras familiares con las de Occidente, lo que ha contribuido en gran medida a la comprensión y el contexto del cine transnacional en la sociedad india moderna.

## Filmografía
- 1991: Sam & Me
- 1994: Freda & Camilla
- 1996: Fuego (Fire)
- 1998: Tierra (Earth)
- 2002: Bollywood/Hollywood
- 2003: Republic of love
- 2005: Agua (Water)
- 2007: Exclusión
- 2008: Cielo
- 2012: Winds of Change
- 2014: Exclusion
- 2015: Beeba Boys
- 2016: Anatomy of Violence

## Premios y distinciones
Premios Óscar
| Año  | Categoría                                       | Película | Resultado |
| ---- | ----------------------------------------------- | -------- | --------- |
| 2007 | Mejor película extranjera (de habla no inglesa) | Water    | Nominado  |

Festival Internacional de Cine de Cannes
| Año  | Categoría                      | Película | Resultado |
| ---- | ------------------------------ | -------- | --------- |
| 1991 | Caméra d'Or - Mención especial | Sam & Me | Ganador   |